# Трикони

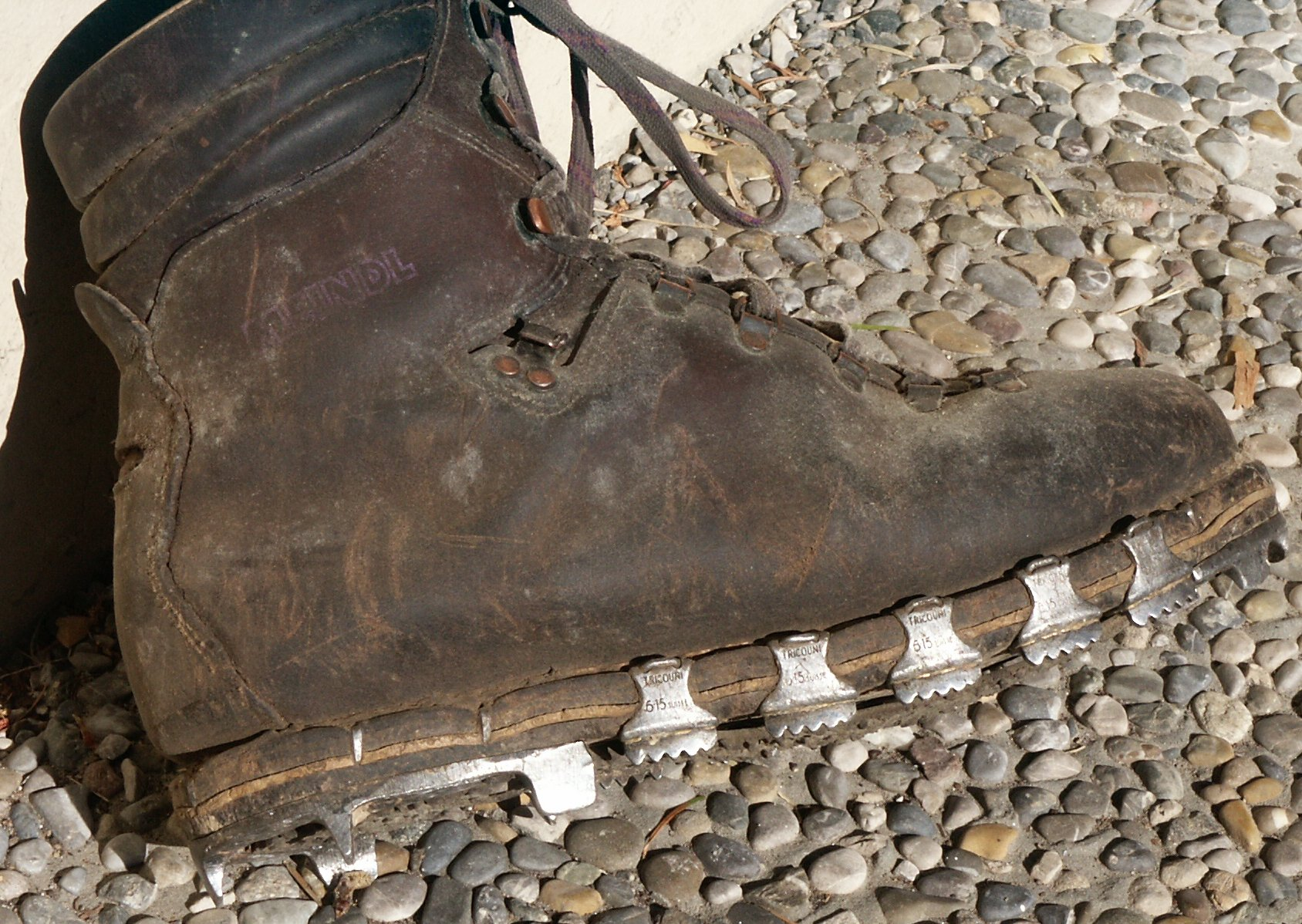
Отриконенные горные ботинки («трикони»)

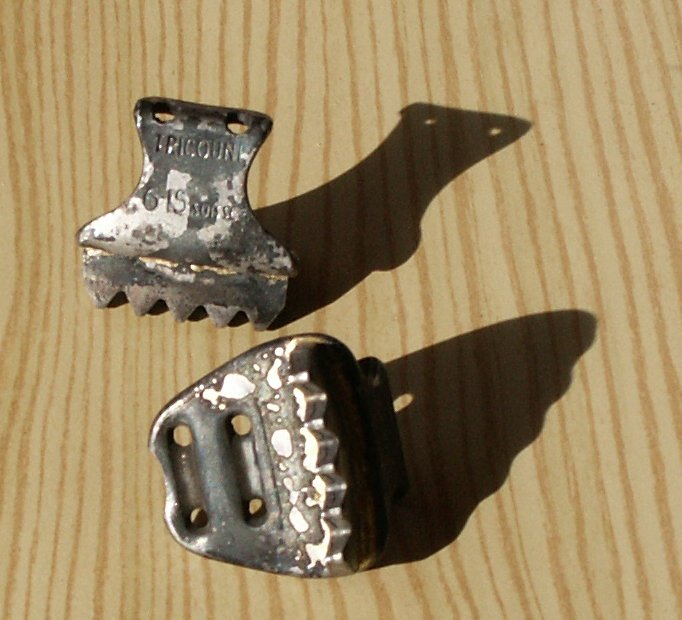
Стальные трикони, вариант для альпинистских ботинок

Трикони — стальные зубчатые набойки на подошвы горных ботинок (ботинок для альпинизма и горного туризма), имевшие распространение в первой половине XX века. Название они получили от производившей их с 1912 года швейцарской фирмы Tricouni (название соответствует прозвищу изобретателя триконей женевского ювелира и альпиниста Феликса-Валентина Генекана (Félix-Valentin Genecand, "Tricouni"; 1878-1957 гг.).
В СССР триконями также называли сами ботинки с набитыми на них металлическими набойками.

## Варианты изготовления
Форма триконей и способ их крепления могли различаться, но, как правило, трикони охватывали рант подошвы. На каблук ботинка вместо отдельных скобок могла набиваться цельная металлическая пластинка с зубчиками. Крепились трикони к подошве и ранту ботинка либо специальными гвоздями и скобами (длиной около 25 мм), либо шурупами.  Трикони изготавливались из мягкой незакалённой стали.
В СССР приблизительно до начала 1980-х годов промышленно выпускалось два варианта обитых триконями (отриконенных) ботинок: альпинистские или ВЦСПС (трикони крепились скобами и охватывали рант ботинка) и геологические, они же "абалаковские" по фамилии конструктора Е. Абалакова, или "солдатские"  (плоские трикони крепились к подошве шурупами).

## Использование

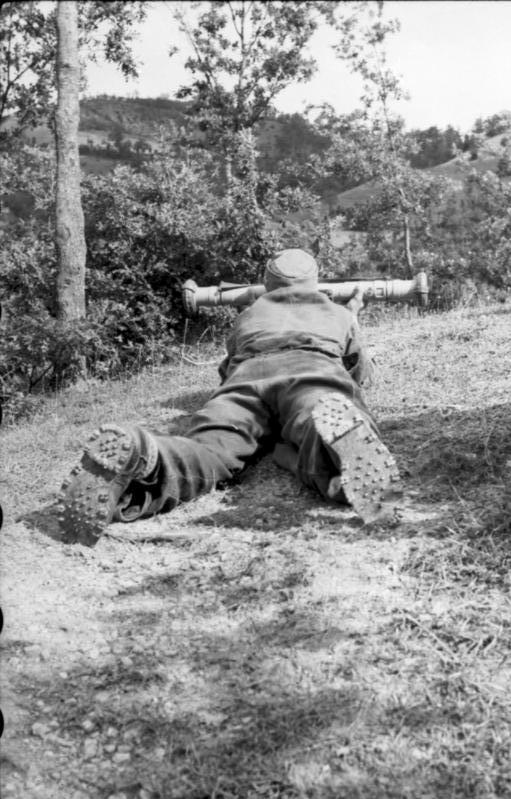
Италия, горный стрелок с дальномером, обутый в отриконенные ботинки

Отриконенные ботинки использовались альпинистами и горными туристами, а также геологами и военнослужащими горнострелковых подразделений (преимущественно, швейцарской, немецкой и австрийской армий). Поверх триконей могли надеваться альпинистские кошки.
- Достоинства триконей: обитые ими ботинки прекрасно держали практически на любом типе рельефа: на скалах, осыпях, некрутом фирне и льду, а также на мокрой траве.
- Недостатки триконей: существенное увеличение массы обитого ими ботинка, износ и необходимость замены стёртых или потерянных набоек. Также в холодную погоду ноги спортсмена, обутого в отриконенные ботинки, мёрзли сильнее (из-за постоянной близости металла к ноге).

Отриконенные ботинки широко использовались до появления горных ботинок с резиновой или полиуретановой подошвой с протектором типа «вибрам» (от названия фирмы Vibram), полностью вытеснившими трикони.
Фактически, использование триконей было связано с целой эпохой в советском альпинизме. Со слов о триконях начинается песня барда из Красноярска Игоря Попова: «Мерный скрежет твоих триконей…»
В настоящее время за рубежом трикони продолжают использоваться только отдельными представителями профессий, связанных с работой в горах (пастухами, геологами и т. п.), которым часто приходится перемещаться по крутым мокрым травянистым склонам или другому горному рельефу.
В нашей стране триконями продолжают по-прежнему активно пользоваться на Красноярских Столбах, однако они не заменяют традиционные способы страховки при передвижении по скалам.